# دیاکس (شهر اتریش)
دیاکس (به آلمانی: Diex) یک شهر در اتریش است که در Völkermarkt District واقع شده‌است. دیاکس ۸۶۳ نفر جمعیت دارد.